# Artabotrys stenopetalus
Artabotrys stenopetalus Engl. & Diels – gatunek rośliny z rodziny flaszowcowatych (Annonaceae Juss.). Występuje naturalnie w Ghanie, południowej części Nigerii, w Kamerunie, Gabonie oraz Kongo. 

## Morfologia
PokrójZimozielone liany.
LiścieMają kształt od podłużnie owalnego do eliptycznego. Mierzą 8–13 cm długości oraz 3,5–5 cm szerokości. Są owłosione od spodu. Nasada liścia może być od rozwartej do klinowej. Wierzchołek jest spiczasty.
KwiatyZebrane w kwiatostany. Rozwijają się w kątach pędów. Płatki mają kształt od równowąskiego do lancetowatego i żółtą barwę, osiągają do 9–15 mm długości.